# Kuststekelworm
De kuststekelworm (Clitellio arenarius) is een ringworm uit de familie van de Naididae. De wetenschappelijke naam van de soort werd in 1776 voor het eerst geldig gepubliceerd door Müller.